# Runaway (U & I)
"Runaway (U & I)" is een nummer van het Zweedse elektronische muziekduo Galantis. Het nummer werd in oktober 2014 uitgegeven als een van de belangrijkste singles van het debuutalbum Pharmacy. Julia Karlsson en Cathy Dennis verzorgen de zang in het nummer. In Nederland en Polen bereikte "Runaway (U & I)" de eerste plek in de hitlijsten; in negen andere landen werd ook de top tien behaald.

## Tracklist
| Nr. | Titel           | Duur |
| --- | --------------- | ---- |
| 1.  | Runaway (U & I) | 3:47 |

| Nr. | Titel                                | Duur |
| --- | ------------------------------------ | ---- |
| 1.  | Runaway (U & I) (Quintino remix)     | 4:45 |
| 2.  | Runaway (U & I) (Ansolo remix)       | 5:16 |
| 3.  | Runaway (U & I) (East & Young remix) | 4:34 |
| 4.  | Runaway (U & I) (Kaskade remix)      | 5:15 |
| 5.  | Runaway (U & I) (KSHMR remix)        | 3:19 |

## Hitnoteringen

### Nederlandse Top 40
| Hitnotering: 03-01-2015 t/m 06-06-2015 | Hitnotering: 03-01-2015 t/m 06-06-2015 | Hitnotering: 03-01-2015 t/m 06-06-2015 | Hitnotering: 03-01-2015 t/m 06-06-2015 | Hitnotering: 03-01-2015 t/m 06-06-2015 | Hitnotering: 03-01-2015 t/m 06-06-2015 | Hitnotering: 03-01-2015 t/m 06-06-2015 | Hitnotering: 03-01-2015 t/m 06-06-2015 | Hitnotering: 03-01-2015 t/m 06-06-2015 | Hitnotering: 03-01-2015 t/m 06-06-2015 | Hitnotering: 03-01-2015 t/m 06-06-2015 | Hitnotering: 03-01-2015 t/m 06-06-2015 | Hitnotering: 03-01-2015 t/m 06-06-2015 |
| Week:                                  | 1                                      | 2                                      | 3                                      | 4                                      | 5                                      | 6                                      | 7                                      | 8                                      | 9                                      | 10                                     | 11                                     | 12                                     |
| -------------------------------------- | -------------------------------------- | -------------------------------------- | -------------------------------------- | -------------------------------------- | -------------------------------------- | -------------------------------------- | -------------------------------------- | -------------------------------------- | -------------------------------------- | -------------------------------------- | -------------------------------------- | -------------------------------------- |
| Positie:                               | 11                                     | 4                                      | 1                                      | 3                                      | 3                                      | 4                                      | 4                                      | 6                                      | 5                                      | 4                                      | 8                                      | 8                                      |
| Week:                                  | 13                                     | 14                                     | 15                                     | 16                                     | 17                                     | 18                                     | 19                                     | 20                                     | 21                                     | 22                                     | 23                                     |                                        |
| Positie:                               | 8                                      | 10                                     | 11                                     | 11                                     | 14                                     | 17                                     | 20                                     | 23                                     | 30                                     | 36                                     | 39                                     | uit                                    |

### NederlandseSingle Top 100
| Hitnotering: 20-12-2014 t/m 12-09-2015 | Hitnotering: 20-12-2014 t/m 12-09-2015 | Hitnotering: 20-12-2014 t/m 12-09-2015 | Hitnotering: 20-12-2014 t/m 12-09-2015 | Hitnotering: 20-12-2014 t/m 12-09-2015 | Hitnotering: 20-12-2014 t/m 12-09-2015 | Hitnotering: 20-12-2014 t/m 12-09-2015 | Hitnotering: 20-12-2014 t/m 12-09-2015 | Hitnotering: 20-12-2014 t/m 12-09-2015 | Hitnotering: 20-12-2014 t/m 12-09-2015 | Hitnotering: 20-12-2014 t/m 12-09-2015 | Hitnotering: 20-12-2014 t/m 12-09-2015 | Hitnotering: 20-12-2014 t/m 12-09-2015 | Hitnotering: 20-12-2014 t/m 12-09-2015 | Hitnotering: 20-12-2014 t/m 12-09-2015 | Hitnotering: 20-12-2014 t/m 12-09-2015 | Hitnotering: 20-12-2014 t/m 12-09-2015 | Hitnotering: 20-12-2014 t/m 12-09-2015 | Hitnotering: 20-12-2014 t/m 12-09-2015 | Hitnotering: 20-12-2014 t/m 12-09-2015 | Hitnotering: 20-12-2014 t/m 12-09-2015 |
| Week:                                  | 1                                      | 2                                      | 3                                      | 4                                      | 5                                      | 6                                      | 7                                      | 8                                      | 9                                      | 10                                     | 11                                     | 12                                     | 13                                     | 14                                     | 15                                     | 16                                     | 17                                     | 18                                     | 19                                     | 20                                     |
| -------------------------------------- | -------------------------------------- | -------------------------------------- | -------------------------------------- | -------------------------------------- | -------------------------------------- | -------------------------------------- | -------------------------------------- | -------------------------------------- | -------------------------------------- | -------------------------------------- | -------------------------------------- | -------------------------------------- | -------------------------------------- | -------------------------------------- | -------------------------------------- | -------------------------------------- | -------------------------------------- | -------------------------------------- | -------------------------------------- | -------------------------------------- |
| Positie:                               | 96                                     | 16                                     | 3                                      | 3                                      | 3                                      | 5                                      | 5                                      | 6                                      | 8                                      | 7                                      | 7                                      | 9                                      | 10                                     | 14                                     | 15                                     | 16                                     | 18                                     | 23                                     | 23                                     | 24                                     |
| Week:                                  | 21                                     | 22                                     | 23                                     | 24                                     | 25                                     | 26                                     | 27                                     | 28                                     | 29                                     | 30                                     | 31                                     | 32                                     | 33                                     | 34                                     | 35                                     | 36                                     | 37                                     | 38                                     | 39                                     |                                        |
| Positie:                               | 28                                     | 34                                     | 38                                     | 42                                     | 44                                     | 44                                     | 47                                     | 52                                     | 50                                     | 49                                     | 54                                     | 59                                     | 63                                     | 66                                     | 65                                     | 70                                     | 71                                     | 80                                     | 90                                     | uit                                    |

### 3FM Mega Top 50
| Hitnotering: 20-12-2014 t/m 30-05-2015 | Hitnotering: 20-12-2014 t/m 30-05-2015 | Hitnotering: 20-12-2014 t/m 30-05-2015 | Hitnotering: 20-12-2014 t/m 30-05-2015 | Hitnotering: 20-12-2014 t/m 30-05-2015 | Hitnotering: 20-12-2014 t/m 30-05-2015 | Hitnotering: 20-12-2014 t/m 30-05-2015 | Hitnotering: 20-12-2014 t/m 30-05-2015 | Hitnotering: 20-12-2014 t/m 30-05-2015 | Hitnotering: 20-12-2014 t/m 30-05-2015 | Hitnotering: 20-12-2014 t/m 30-05-2015 | Hitnotering: 20-12-2014 t/m 30-05-2015 | Hitnotering: 20-12-2014 t/m 30-05-2015 | Hitnotering: 20-12-2014 t/m 30-05-2015 |
| Week:                                  | 1                                      | 2                                      | 3                                      | 4                                      | 5                                      | 6                                      | 7                                      | 8                                      | 9                                      | 10                                     | 11                                     | 12                                     | 13                                     |
| -------------------------------------- | -------------------------------------- | -------------------------------------- | -------------------------------------- | -------------------------------------- | -------------------------------------- | -------------------------------------- | -------------------------------------- | -------------------------------------- | -------------------------------------- | -------------------------------------- | -------------------------------------- | -------------------------------------- | -------------------------------------- |
| Positie:                               | 47                                     | 31                                     | 3                                      | 1                                      | 3                                      | 9                                      | 10                                     | 7                                      | 7                                      | 7                                      | 6                                      | 8                                      | 8                                      |
| Week:                                  | 14                                     | 15                                     | 16                                     | 17                                     | 18                                     | 19                                     | 20                                     | 21                                     | 22                                     | 23                                     | 24                                     |                                        |                                        |
| Positie:                               | 10                                     | 9                                      | 9                                      | 11                                     | 15                                     | 17                                     | 18                                     | 17                                     | 20                                     | 26                                     | 39                                     | uit                                    | uit                                    |

### Vlaamse Ultratop 50
| Positie: | 25 | 9 | 7 | 6 | 8 | 7 | 8 | 12 | 12 | 15 | 18 | 18 | 20 | 23 | 27 | 35 | 42 | 44 | 47 | 50 | 48 |

## Releasedata
| Land   | Releasedatum   | Formaat        | Label |
| ------ | -------------- | -------------- | ----- |
| Zweden | 5 oktober 2015 | Muziekdownload | WMG   |